# Корсано
Корса̀но (на италиански: Corsano) е градче и община в Южна Италия, провинция Лече, регион Пулия. Разположено е на 120 m надморска височина. Населението на общината е 5657 души (към 2011 г.).